# Раджа Хиндустани
«Раджа Хиндустани» (хинди राजा हिंदुस्तानी, англ. Raja Hindustani) — индийская романтическая драма на хинди, снятая режиссёром Дхармешом Даршаном и вышедшая в прокат 15 ноября 1996 года. Сюжет позаимствован с фильма Сураджа Пракаша «Когда распускаются цветы» (1965) с Шаши Капуром и Нандой в главных ролях. Картина повествует о бедном таксисте из деревни, который влюбляется в богатую городскую девушку. Главные роли исполнили Каришма Капур и Аамир Хан. Каришма Капур получила похвалу от критиков за свою роль богатой, красивой, сентиментальной девушки с большими мечтами и желаниями.
Фильм собрал в прокате 85 кроров, получив статус «блокбастер на все времена», и считается одним из самых успешных фильмов 1990-х годов. Был признан лучшим фильмом года на церемонии награждения Filmfare Awards, выиграв 5 наград в 12 номинациях.

## Сюжет
Раджа Хиндустани — бедный деревенский водитель такси. Арти Сейгал — богатая девушка из большого города, которая живёт со своим отцом мистером Сейгалом и мачехой Шалини. Однажды она вместе с няньками едет в Паланхет, место, где познакомились её родители. По дороге она знакомится с Раджой, подвёзшем её до места назначения. Молодые люди влюбляются друг в друга. Через некоторое время приезжает отец Арти, намеренный вернуть её домой. Но она заявляет, что останется со своим любимым. Тогда мистер Сейгал проклинает дочь и уходит. Но вскоре возвращается с извинениями. В это время Шалини со своим братом и племянником делают всё, чтобы поссорить супругов и заполучить наследство Арти…

## Роли
- Аамир Хан — Раджа Хиндустани
- Каришма Капур — Арти Сехгал
- Суреш Оберой — мистер Сехгал, отец Арти
- Фарида Джалал — тётя Раджи
- Джонни Левер — Балвант Сингх
- Арчана Пуран Сингх[англ.] — Шалини «Шалу» Сехгал, мачеха Арти
- Прамод Мутхо[англ.] — Сварадж, брат Шалини
- Мохниш Бехл[англ.] — Джай, сын Свараджа
- Тику Талсания — дядя Раджи
- Раджвиндер Деол — Раджу
- Навнит Нишан — Камал Сингх / Каммо
- Виру Кришнан — Гулаб Сингх
- Кунал Кхему — Раджникант
- Калпана Айер — специально приглашённый гость в песне «Pardesi Pardesi»
- Пратибха Синха — специально приглашённый гость в песне «Pardesi Pardesi»
- Разак Хан — таксист

## Производство
- Изначально главную женскую роль предлагали Джухи Чавле, но она отказалась. Затем –  Айшварии Рай, которая тоже отклонила предложение из-за своей модельной карьеры, и Пудже Бхатт[4].
- Фильм содержит сцену с поцелуем, что не характерно для индийских кинокартин тех времен[5].
- Изначально кинолента должна была длиться 4 часа 25 минут.

## Саундтрек
Песни были написаны дуэтом композиторов Надим-Шраван. Музыка картины в то время стала очень популярна, особенно в центральных и восточных штатах Индии.
| №  | Название                             | Исполнители                              | Длительность |
| -- | ------------------------------------ | ---------------------------------------- | ------------ |
| 1. | «Poocho Zara Poocho»                 | Алка Ягник, Кумар Сану                   | 6:12         |
| 2. | «Aaye Ho Meri Zindagi Mein (Male)»   | Удит Нараян                              | 6:02         |
| 3. | «Aaye Ho Meri Zindagi Mein (Female)» | Алка Ягник                               | 6:02         |
| 4. | «Kitna Pyaara Tujhe Rab Ne»          | Алка Ягник, Удит Нараян                  | 6:20         |
| 5. | «Pardesi Pardesi (I)»                | Алка Ягник, Удит Нараян, Сапна Авастхи   | 7:31         |
| 6. | «Pardesi Pardesi (II)»               | Алка Ягник, Кумар Сану                   | 8:19         |
| 7. | «Tere Ishq Mein Nachenge»            | Кумар Сану, Алиша Чинаи, Сапна Мукерджи  | 8:14         |
| 8. | «Pardesi Pardesi (Sad)»              | Суреш Вадкар, Бела Сулакхе & Удит Нараян | 2:40         |

## Награды
Filmfare Awards
- Лучший фильм
- Лучший актёр — Аамир Хан[6]
- Лучшая актриса — Каришма Капур[7]
- Лучшая музыка — Надим-Шраван[англ.]
- Лучший мужской закадровый вокал — Удит Нараян («Pardesi Pardesi»)

Star Screen Awards
- Лучший фильм
- Лучший режиссёр — Дхармеш Даршан[англ.]
- Лучший актёр — Аамир Хан
- Лучший комедийный актёр — Джонни Левер
- Лучший музыкальный композитор — Надим-Шраван
- Лучший мужской закадровый вокал — Удит Нараян («Aaye Ho Meri Zindagi Mein»)
- Лучший сценарий — Робин Бхатт[англ.]